# Belagerung von Akkon (1291)
Im Zuge der Belagerung von Akkon durch die Mamluken ging am 28. Mai 1291 die letzte bedeutsame Bastion des Königreiches Jerusalem verloren. Jerusalem selbst war bereits seit 1244 endgültig wieder in der Hand der Muslime, Tyros, Sidon und Beirut sollten zwischen Mai und Juli 1291 fallen.

## Ereignisse im Vorfeld
Im August 1290 kam es zu einem Massaker an den muslimischen Händlern in Akkon. Auch einige jüdische und christliche Einwohner fielen den Unruhen zum Opfer. Verübt wurde dieses Massaker durch betrunkene, demoralisierte, seit Wochen zum Nichtstun verdammte lombardische und toskanische Kreuzfahrer meist bäuerlicher Herkunft; die einzigen, die nach dem Fall der Grafschaft Tripolis (vergl. Tripoli (Libanon)) 1289 dem Aufruf des Papstes zu einem neuen Kreuzzug zur Rettung der Christen im Heiligen Lande gefolgt waren. Den Herren von Akkon, welche sich in einer ziemlich prekären Situation befanden und eigentlich auf professionelle Unterstützung in Form von Berufssoldaten bzw. Söldnern gehofft hatten, kam dieser undisziplinierte Haufen aus Italien höchst ungelegen. Die vor lauter Flüchtlingen überquellende Stadt musste nun auch noch diese mit den einheimischen Gepflogenheiten nicht vertrauten „Kreuzfahrer“ aus Italien unterbringen und besolden, was letztendlich nur unzureichend gelang. Zudem hatte man mit Mühe einen Waffenstillstand mit den Mamluken geschlossen, weshalb man einerseits die Italiener nicht gegen den Feind ausrücken lassen konnte und andererseits wieder muslimische Händler nach Akkon kamen. Den „Kreuzfahrern“, die ins Heilige Land gekommen waren, um gegen die Ungläubigen zu kämpfen, war es nur schwer verständlich, warum man die Muslime in der Stadt unbehelligt lassen solle. Hierin liegen auch die Hintergründe für das Ausbrechen der Unruhen und das darauf folgende Massaker.
Von Akkon verlangte der mamlukische Sultan Qalawun die Auslieferung der beteiligten Kreuzfahrer und eine Entschädigung in Höhe von dreißigtausend venezianischen Zecchinen, eine für damalige Verhältnisse extrem hohe Summe. Doch die Stadträte Akkons waren nicht bereit zu zahlen oder die Täter auszuliefern. Unter dem Vorwand, nach Afrika einmarschieren zu wollen, stellte der Sultan im Sommer 1290 in Kairo ein Heer bereit. Als er dieses im November 1290 für sein wahres Vorhaben, die Vertreibung der Christen aus dem Heiligen Land, in Marsch setzte, erkrankte er allerdings und starb sechs Tage später. Überraschenderweise konnte Qalawuns Sohn al-Ashraf Chalil sich ohne die sonst üblichen Wirren binnen weniger Wochen als Sultan durchsetzen und führte den Plan seines Vaters entschieden weiter. Wegen der fortgeschrittenen Jahreszeit verschob er den Angriff auf den nächsten Frühling.

## Aufmarsch und Truppenstärken
Al-Ashraf Chalil marschierte im März 1291 von Kairo aus ab und sammelte seine ägyptischen und syrischen Truppen in Damaskus. Er führte zahlreiche Belagerungsgeräte mit sich. Seinem Heer hatte sich eine enorme Zahl Freiwilliger angeschlossen, die insbesondere zu Schanzarbeiten eingesetzt wurden. Zusätzlich verstärkt wurde er durch Armeen seiner Vasallen Lajin aus Damaskus, al-Muzaffar Taqai ad-Din aus Hama, Bilban aus Tripolis und Baibars al-Dewadar aus Karak, die vor Akkon hinzustießen. Im letztgenannten Kontingent befand sich auch der arabische Historiker Abu l-Fida, der in seinem Werk Mukhtassar tarikh al-Bashar über die Belagerung berichtet. Die riesigen Zahlen bei dem Heer der Mamluken scheinen stark übertrieben, sind aber nicht unmöglich und stellen gut dar, wie groß die Übermacht der mamlukischen Armee war. Das mamlukische Heer schlug am 5. April sein Lager vor Akkon auf und schloss die Stadt von der Landseite her ein.
Die Verteidiger zogen daraufhin ihre Truppen zusammen. Jeder wehrfähige Bewohner Akkons wurde eingezogen. Ihr König Heinrich II. von Jerusalem und Zypern war zu jenem Zeitpunkt krank, ließ seine Flotte aber zwischen Zypern und Akkon pendeln, um Verstärkungen und Proviant in die Stadt zu bringen und zumindest einen Teil der Frauen und Kinder zu evakuieren. Das Oberkommando übertrug der König seinem Bruder Amalrich. Dieser wurde unterstützt von den Kontingenten der vier Ritterorden, den Templern unter dem Großmeister Guillaume de Beaujeu, den Johannitern unter dem Großmeister Jean de Villiers und den Deutschrittern unter dem Hochmeister Burchard von Schwanden, der überraschend zurücktrat und sein Kommando an Heinrich von Bouland abgab, und einer Truppe des Lazarusordens. Hinzu kam ein kleines Kontingent englischer Ritter unter Otton de Grandson, sowie ein französisches Kontingent unter Jean I. de Grailly, sowie andere kleinere europäische Kontingente. Insgesamt standen auf der Seite der Kreuzfahrer etwa 1.000 Berittene und 12.000 bis 14.000 Fußsoldaten, die Bevölkerung Akkons wird auf etwa 40.000 geschätzt. Am 2. Mai trafen der inzwischen genesene König Heinrich II. mit weiteren 100 Berittenen und 2.000 Fußsoldaten ein. Akkon war stark befestigt und verfügte zur Landseite hin über einen doppelten Mauerring, der mit einigen großen Türmen bewehrt war.

## Verlauf der Belagerung

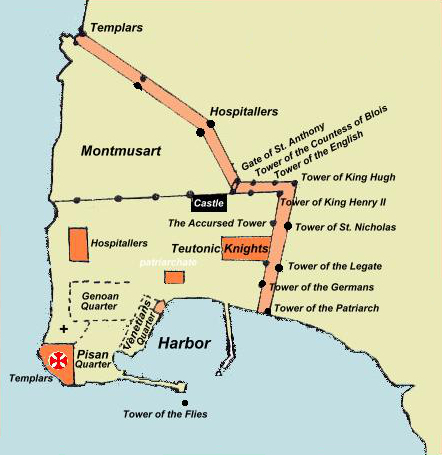
Akkon zur Zeit der Belagerung 1291

Am 6. April 1291 begannen die mamlukischen Katapulte Steine und Feuer über die Stadtmauern zu schleudern. Am Abend des achten Tages begannen die Angreifer, Barrikaden zu errichten und sich im Schutze von großen Stellwänden aus Korbgeflecht, die sie gegen den Pfeilbeschuss der Verteidiger schützen sollten, bis zum Fuß der Stadtmauern heranzuarbeiten. Es wurden weitere Wurfmaschinen in Stellung gebracht und Teile der Mauern unterminiert. Mehrmals unternahmen die Verteidiger im Schutze der Nacht groß angelegte Ausfälle, die aber alle aufgrund von Pannen, Koordinationsproblemen, wegen des Wetters und der großen Zahl und Wachsamkeit der Mamluken ihre Ziele verfehlten bzw. zurückgeschlagen wurden.
Da die Mamluken während der Belagerung keine oder kaum Seestreitkräfte einsetzten, blieb für die Kreuzfahrer der Zugang zur Stadt über den Seeweg stets offen. Dennoch erhielten sie nur einmal, am 2. Mai 1291, durch König Heinrich II. von Zypern nennenswerte Verstärkung. Die gewaltige numerische Überlegenheit der Mamluken konnte aber auch damit nicht ausgeglichen werden. Seit dem 6. April füllten die Angreifer die Gräben auf und unterminierten Mauern und Türme, derweil ein Hagel von Pfeilen auf die Verteidiger niederging. Ab dem 8. Mai stürzten die Türme des äußeren Mauerrings einer nach dem anderen ein. Mit einem Großangriff der Mamluken am 15. Mai wurden die Verteidiger in den inneren Mauerring zurückgedrängt, den sie aber vorerst halten konnten. Im Morgengrauen des 18. Mai unternahmen die Muslime einen erneuten Großangriff auf die Stadt. Nach heftigen Kämpfen, bei denen Guillaume de Beaujeu, der Großmeister des Templerordens, tödlich verwundet wurde, gelang es den Angreifern, einen Abschnitt des inneren Mauerrings beim Turm der Verdammnis (auch Verdammter Turm) zu erstürmen, womit ihnen der Durchbruch in die Stadt gelang. Nun begannen blutige Straßenkämpfe, bei denen die Muslime weder den Verteidigern noch der Zivilbevölkerung gegenüber Gnade walten ließen.
Nach Einbruch in die Stadt konnten sich Akkos Johanniterkommende, das Deutschordenshaus und die Tempelritterfestung Eisenburg noch einige Zeit halten. Der Marschall der Johanniter, Mathieu de Clermont, wie auch alle fünfundzwanzig Lazarusritter, die zunächst ihren Mauerabschnitt am Stadtteil Montmusart verteidigt hatten, wurden im Kampf getötet. Einige Verteidiger und Zivilisten konnten sich auf die wenigen Schiffe im Hafen retten, darunter König Heinrich II. und der schwer verletzte Johanniter-Großmeister Jean de Villiers.
Bei Einbruch der Nacht befand sich Akkon in der Hand von al-Ashraf Chalil, mit Ausnahme der Eisenburg, dem befestigten Hauptquartier des Templerordens. Dort hatten sich die Templer unter dem Kommando ihres Marschalls Pierre de Sevry mit ein paar überlebenden Bürgern verschanzt. Verhandlungen über die Kapitulation gegen freien Abzug scheiterten am 27. Mai, woraufhin der spätere Templergroßmeister Thibaud Gaudin im Schutz der Nacht mit einem Schiff nach Sidon entkam, wohin er den Ordensschatz der Templer evakuierte. Die Mameluken hatten die Eisenburg inzwischen unterminiert, sodass sie schließlich am 28. Mai einstürzte und die Verteidiger unter sich begrub. Am Ende entkamen sieben Johanniter- und zehn Tempelritter über See, Deutsch- und Lazarus-Orden hatten keine Überlebenden.

## Folgen
Mit dem Verlust Akkons war der Widerstand der Kreuzfahrerstaaten an der Levante gebrochen. Die letzten verbliebenen Städte und Festungen der Kreuzfahrer fielen daraufhin ohne größere Kampfhandlungen. Tyros war bereits am 19. Mai 1291 verloren gegangen, Sidon wurde Ende Juni besetzt, die Templer in der Seefestung vor Sidon hielten noch bis zum 14. Juli aus, Beirut kapitulierte am 31. Juli, die Templer räumten ihre Burgen Château Pèlerin am 3. August und Tartus am 14. August. Einzig die befestigte wasserlose Insel Aruad vor der Küste von Tartus hielt sich noch bis 1302. Das ganze Land stand nun unter der Herrschaft des Sultans al-Ashraf Chalil, der anordnete, sämtliche Befestigungsanlagen an der Mittelmeerküste systematisch zerstören zu lassen, damit die Kreuzfahrer sich nie wieder an der Küste festsetzen können würden.